# Stratigrafia (geologia)

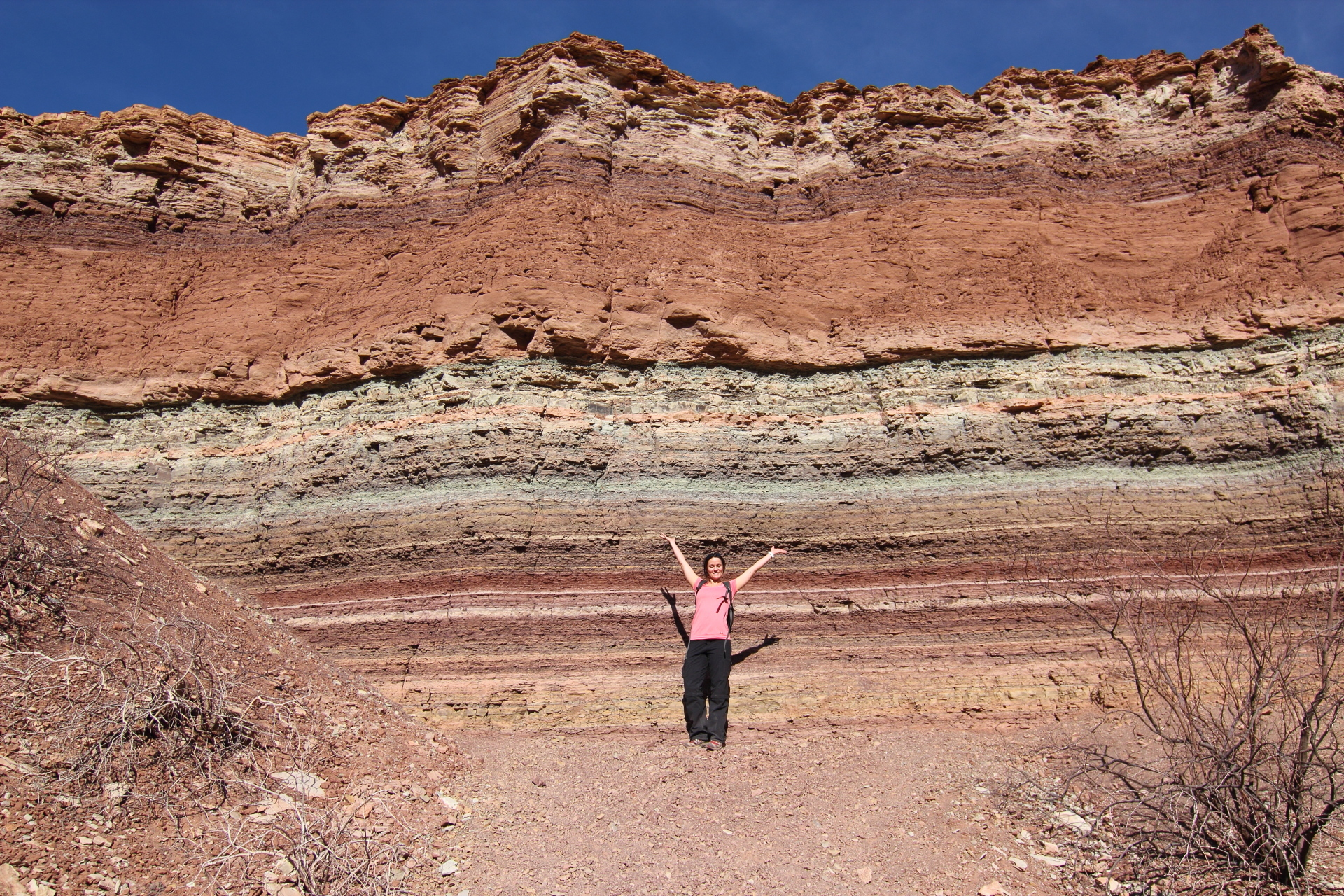
Sedimenti stratificati a Salta (Argentina)

La stratigrafia, nell'ambito delle scienze geologiche, è la disciplina che studia la datazione delle rocce ed i rapporti reciproci fra unità rocciose distinte; è particolarmente sviluppata nell'ambito delle rocce sedimentarie.

## Principio di sovrapposizione

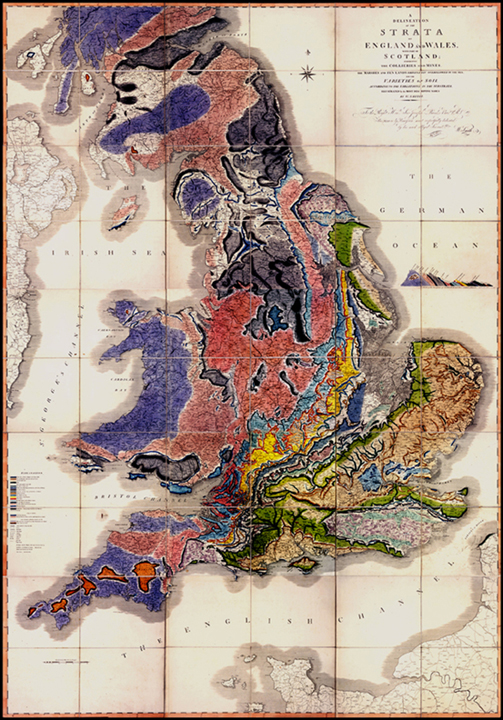
La prima carta geologica, realizzata da William Smith.

Il principio geologico fondamentale della stratigrafia, applicato alle sequenze sedimentarie, è quello della sovrapposizione, già riconosciuto da Stenone nella seconda metà del '600, che afferma che le successioni sedimentarie sono originariamente ordinate con gli strati inferiori più antichi di quelli superiori, riflettendo la meccanica della deposizione dei sedimenti, che avviene infatti dall'alto verso il basso, per cui ogni nuovo strato ricopre il precedente. 
Questo principio può non essere applicabile nel caso di sedimenti deposti in ambiente continentale o quando si tratta di stratigrafia in aree coinvolte da altri processi geologici, quali per esempio intrusioni filoniane. Il principio stratigrafico della sovrapposizione è anche alla base della metodologia di datazione usata durante gli scavi archeologici, in cui vengono spesso riconosciuti livelli archeologici più antichi man mano che lo scavo si approfondisce.
Il primo vero stratigrafo fu William Smith, ingegnere minerario inglese, che lavorando nelle miniere di carbone inglesi, fu capace di riconoscerne le sequenze stratigrafiche ed utilizzarle per correlazioni a scala regionale. Con il suo lavoro infine realizzò la prima mappa geologica dell'Inghilterra tra il 1790 e il 1800, correlando rocce coeve attraverso lo specifico contenuto fossilifero.

## Metodi stratigrafici

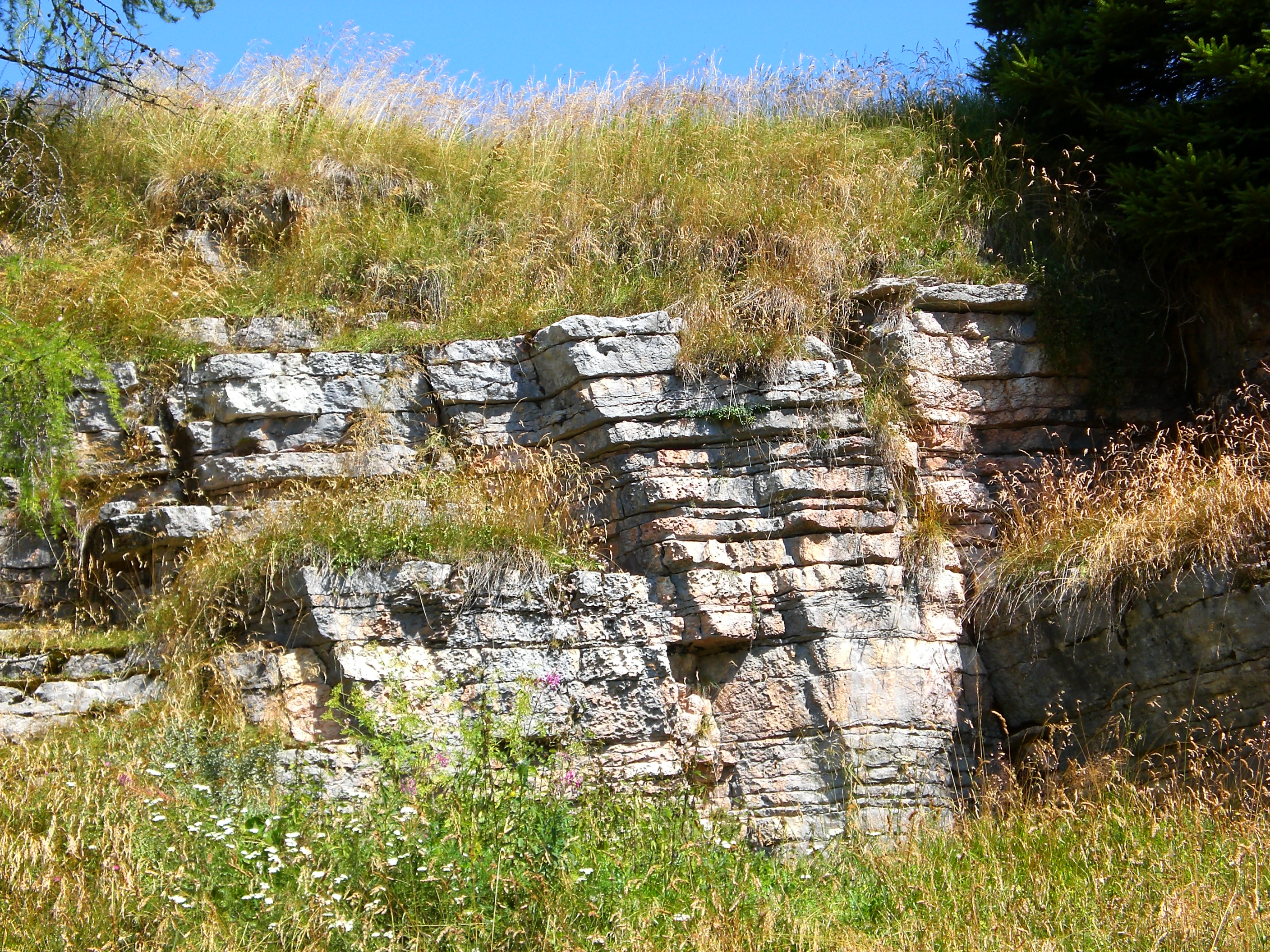
Rocce sedimentarie stratificate

Le datazioni delle rocce avvengono utilizzando diversi metodi fisici, chimici o paleontologici, ciascuno dei quali ha i suoi limiti applicativi, per cui quando possibile le datazioni risultanti da ogni metodo vengono confrontate e discusse per ridurre il margine di incertezza.
La stratigrafia comprende alcune sottobranche: litostratigrafia, magnetostratigrafia, chemostratigrafia, cronostratigrafia, stratigrafia sequenziale, biostratigrafia e tefrostratigrafia.
Studi degli stratigrafi in tutte le parti del mondo hanno portato alla creazione di una tabella cronostratigrafica fondamentale, costituita da unità chiamate in gergo geologico "piani", che hanno permesso la suddivisione del tempo in ere, periodi, ecc.

## Metodi di datazione
I metodi di datazione utilizzati in stratigrafia possono appartenere a due categorie:
- Metodi relativi: cronologicamente sono i primi metodi utilizzati. Non assegnano un'età ma si limitano a indicare se un reperto è più recente o più antico di un altro; si avvalgono dei principi di stratificazione.
- Metodi assoluti: la datazione assoluta permette di dare un'età a rocce, minerali e fossili utilizzando il metodo radiometrico, basandosi cioè sulla radioattività di alcuni isotopi.

## Principi stratigrafici
L'osservazione delle successioni stratigrafiche e la loro comparazione ha portato a riconoscere una serie di principi interpretativi utilizzati per correlare fra di loro sequenze stratigrafiche, datare rocce ed arrivare a ricostruzioni paleogeografiche.
- Principio di sovrapposizione stratigrafica: in condizioni normali, osservando una successione sedimentaria gli strati sovrapposti quelli più antichi si trovano inferiormente, e viceversa gli strati più recenti si trovano in posizione più elevata o superiore. In altre parole ogni strato è più recente di quello che è a lui sottostante ed è più antico di quello che lo sovrasta.
- Principio dell'orizzontalità originaria: se non sono intervenuti movimenti tettonici gli strati si depositano orizzontalmente. Questo principio non sempre è valido, in quanto in ambienti deposizionali particolari, come margini di piattaforma, depositi esterni di scogliere, la stratificazione avviene lungo superfici inclinate, in questo caso si parla di clinostratificazione.
- Principio della continuità laterale: gli strati di rocce sedimentarie, al tempo della loro deposizione hanno una loro estensione laterale, più o meno accentuata in tutte le direzioni; in altre parole, essi sono lateralmente continui. Di conseguenza, rocce che ora sono simili sotto molti aspetti, e che oggi sono separate fisicamente (per esempio da una valle o altro fenomeno erosionale), possono essere considerate originariamente continue.

Tali tre principi sono quelli introdotti da Stenone nel 1669 in "De solido intra solidum naturaliter contento dissertationis prodromus". Poi vanno tenuti presenti gli altri:
- Principio di inclusione: una roccia inclusa in un'altra (xenolite) è più antica della roccia includente.
- Principio di intersezione: se entro una serie di strati si incontra un livello litologico che interseca gli altri, quest'ultimo è sicuramente più giovane della serie di strati attraversati (esempio dicco).
- Principio della successione faunistica: gli strati di roccia sedimentaria solitamente contengono flora e/o fauna fossilizzata, e questi fossili si succedono verticalmente l'un l'altro in uno specifico, affidabile ordine che può essere identificato e riconosciuto lungo vaste distanze orizzontali, talora a scala mondiale. I fossili che si succedono lungo le successioni, cioè lungo il tempo geologico, cambiando consistentemente di aspetto, sono conosciuti come fossili guida. Questi sono stati scoperti durante le indagini biostratigrafiche ed hanno enorme importanza per migliorare l'orologio geologico.
- Principio dell'equivalenza cronologica: due strati sedimentari che, pur essendo situati in località diverse, contengono gli stessi fossili guida, si sono formati nel medesimo intervallo di tempo, sono cioè cronologicamente equivalenti.